# Guerre d'indépendance espagnole
 (juin 2025).
Si vous disposez d'ouvrages ou d'articles de référence ou si vous connaissez des sites web de qualité traitant du thème abordé ici, merci de compléter l'article en donnant les références utiles à sa vérifiabilité et en les liant à la section « Notes et références ».
Cet article traite de la guerre de 1808-1814, appelée également Guerre d’Espagne. Pour la guerre d’Espagne de 1936-1939, voir l’article Guerre d'Espagne. Pour les autres homonymes, voir Guerre d'Espagne (homonymie).
Guerre d'Espagne
Batailles
- Dos de Mayo
- Tolède
- Bruc
- Valdepeñas
- Pont d'Alcolea
- Port de Cadix
- Olhão
- Cabezón
- Gérone (1er)
- Saragosse (1er)
- Valence (1er)
- Medina de Rioseco
- Bailén
- Gérone (2e)
- Évora
- Roliça
- Vimeiro

- Durango (10-1808)
- Balmaseda (11-1808)
- Burgos (11-1808)
- Roses (11-1808)
- Espinosa (11-1808)
- Tudela (11-1808)
- Bubierca (11-1808)
- Somosierra (11-1808)
- Cardedeu (12-1808)
- Saragosse (12-1808)
- 1re Molins de Rei (12-1808)
- Sahagún (12-1808)
- Benavente (12-1808)
- Mansilla (12-1808)
- Castelló d'Empúries (01-1809)
- Cacabelos (01-1809)
- Lugo (01-1809)
- Zamora (01-1809)
- Astorga (01-1809)
- La Corogne (01-1809)

- Chaves
- Villafranca (1re)
- Braga
- Amarante
- Lugo
- Verín
- Porto (1re)
- Vigo
- Grijó
- Porto (2de)
- Ponte Sampaio

- Uclès
- Yevenes
- Ciudad Real (es)
- Miajadas
- Medellín
- Alcantara
- Talavera
- Arzobispo
- Almonacid
- Baños (es)
- Tamames
- Hostalrich
- Ocaña
- Alba de Tormes
- Cadix
- Valverde

- Valls (1re)
- 2e Molins de Rei (03-1809) (ca)
- Gérone
- Alcañiz
- María-Belchite
- Mollet
- Vich
- Villafranca (2e)
- Lérida
- Mequinenza
- La Bisbal
- Tortose
- Valls (2e)
- Tarragone (1er)
- Montserrat
- Sagonte
- Valence
- Castalla (1er)
- Castalla (2e)
- Tarragone (2e)
- Ordal

- Astorga (03-1810)
- Ciudad Rodrigo (04-1810)
- Barquilla (07-1810)
- La Côa (07-1810)
- Almeida (07-1810)
- Villagarcia (08-1810)
- Trant
- Fuente de Cantos (09-1810)
- Buçaco (09-1810)
- Torres Vedras
- Pombal (03-1811)
- Redinha (03-1811)
- Condeixa
- Casal Novo (03-1811)
- Foz de Arouce (03-1811)
- Sabugal (04-1811)
- Fuentes de Oñoro (05-1811)
- Almeida  (04-1811)

- Cadix
- Fuengirola
- Baza
- Barrosa
- Zújar
- Bornos (1er)
- Tarifa
- Bornos (2e)

- Olivença (01-1811)
- Gebora (02-1811)
- Campo Maior (03-1811)
- 1re Badajoz (04-1811)
- Fuentes de Oñoro (05-1811)
- Albuera (05-1811)
- Usagre (05-1811)
- Cogorderos (06-1811)
- Carpio (09-1811)
- El Bodón (09-1811)
- Aldeia da Ponte (09-1811)
- Arroyomolinos (10-1811)
- Tarifa (12-1811)
- Navas de Membrillo
- Almagro (01-1812)
- 2e Ciudad Rodrigo (01-1812)
- 2e Badajoz (03-1812)
- Villagarcia (04-1812)
- Almaraz (05-1812)
- Maguilla (06-1812)
- Arapiles (07-1812)
- García Hernández (07-1812)
- Majadahonda (08-1812)
- Retiro (08-1812)
- Madrid (08-1812)
- Burgos (09-1812)
- Villodrigo (10-1812)
- Tordesillas (10-1812)
- Alba de Tormes (11-1812) (es)
- San Muñoz (11-1812)

- San Millan-Osma (06/1813)
- Vitoria (06/1813)
- Tolosa (06/1813)
- Saint-Sébastien (1er) (07/1813)
- Pyrénées (07/1813)
- Maya (07/1813)
- Roncevaux (07/1813)
- Sorauren (07/1813)
- Beunza (07/1813)
- Saint-Sébastien (2e) (08/1813)
- San Marcial (08/1813)
- Bidassoa (10/1813)
- Pampelune (10/1813)
- Nivelle (11/1813)
- Nive (12/1813)

- Garris (02/1814)
- Orthez (02/1814)
- Bayonne (02/1814)
- Toulouse (04/1814)

La guerre d'indépendance espagnole opposa l'Espagne des Bourbons, le Portugal et le Royaume-Uni à la France entre 1808 et 1814, dans le contexte des guerres napoléoniennes.
Ce conflit porte différents noms, notamment : « guerre d’Espagne » ou encore « campagne d’Espagne » en France, « guerre d’indépendance » ou « guerre du Français » en Espagne, « guerre péninsulaire » au Portugal et dans le monde anglo-saxon.
La guerre commença en 1808 lorsque Madrid se souleva contre l’armée française occupant la capitale espagnole. L’insurrection se généralisa à tout le pays après que Napoléon eut obtenu l’abdication du roi d’Espagne au profit du frère de l’empereur, Joseph. L’armée française se heurta à une guérilla puis à l’armée britannique venue aider le Portugal, également occupé par les troupes de Napoléon. En 1813, les soldats de l’empereur durent refluer en deçà des Pyrénées ; l’invasion de la France par les Espagnols, Britanniques et Portugais commandés par Wellington, devenait imminente.

## Origines

### L'alliance franco-espagnole (1796-1808)
Après son retrait de la première coalition (traité de Bâle, du 22 juillet 1795), le gouvernement de Manuel Godoy signe avec le Directoire le traité de San Ildefonso (18 août 1796) qui fait de l’Espagne un allié de la République française. À partir de 1801, celle-ci est dirigée par Napoléon Bonaparte, premier consul, qui devient empereur en 1804. 
En revanche le Portugal est depuis des siècles un allié fidèle de l'Angleterre, qui reste en guerre contre la France. Il en résulte entre l'Espagne et le Portugal la guerre des Oranges qui se conclut le 6 juin 1801 par le traité de Badajoz.
En 1805, les flottes conjointes française et espagnole subissent la défaite de Trafalgar face à la flotte britannique de l'amiral Nelson. 
La France et l'Espagne se tournent alors contre le Portugal, l'Espagne cherchant des compensations territoriales alors que les communications avec l'empire colonial sont pratiquement coupées, tandis que Napoléon veut imposer à la monarchie portugaise de respecter le blocus continental et de fermer ses ports aux navires anglais.

### L'offensive française au Portugal (1807)
En 1807, Napoléon veut envoyer des troupes pour soumettre le Portugal, sans doute aussi pour s'emparer de la flotte portugaise,. 
Par le traité de Fontainebleau (27 octobre 1807), le roi d'Espagne Charles IV autorise les troupes françaises à traverser son pays. Un corps expéditionnaire commandé par le général Junot est envoyé pour la première invasion du Portugal.

### Le coup d'État de l'infant Ferdinand (mars 1808) et la conférence de Bayonne (avril-mai 1808)
Mais Napoléon commence aussi à intervenir dans les affaires espagnoles. Sous prétexte d’envoyer des renforts à Junot, il fait entrer en Espagne[Quand ?] une armée commandée par Murat, conformément au traité de Fontainebleau. 
Un coup d’État fomenté par l’infant Ferdinand renverse alors Charles IV et Ferdinand prend le pouvoir sous le nom de Ferdinand VII (mars 1808). Charles IV en appelle à l’arbitrage de Napoléon, qui convoque le père et le fils à Bayonne pour une conférence (avril–mai 1808). Les troupes de Murat sont envoyées à Madrid.
Constatant la situation difficile de la monarchie espagnole, qui est aux mains d'une branche des Bourbons, l’empereur envisage d'en profiter pour prendre le contrôle du pays. Il y est poussé par ses conseillers, comme le ministre Champagny qui écrit de l'Espagne : « il est nécessaire qu’une main ferme vienne rétablir l’ordre dans son administration et prévienne la ruine vers laquelle elle marche à grands pas ». 

### Le soulèvement de Madrid (2 et 3 mai 1808) et l'avènement de Joseph Bonaparte

El Tres de mayo par Francisco Goya.

Habitué à la docilité des Italiens du royaume d'Italie (créé en 1805) et au soutien très large des Polonais du duché de Varsovie (créé en 1807), Napoléon pense à tort que les francophiles espagnols (afrancesados) sont en majorité dans le pays.
À Madrid, une rumeur court selon laquelle la famille royale espagnole est retenue en otage à Bayonne. Le 2 mai 1808, appréhendant l’enlèvement de l’infant par la France, la population de Madrid se soulève contre les troupes françaises. La rébellion est écrasée par Murat (voir le tableau de Goya, Tres de mayo). 
Napoléon croit alors pouvoir atteindre son objectif : il oblige les deux rois en conflit à abdiquer puis offre la couronne à son frère Joseph. 
L’Empire français s’engage en fait dans une guerre qui va user ses forces pendant toute la fin du règne de Napoléon, jusqu'à ce qu'il soit vaincu en 1814 après le désastre de Russie (1812), deuxième erreur majeure de Napoléon.

## Descriptif des opérations

### Cruelle guérilla

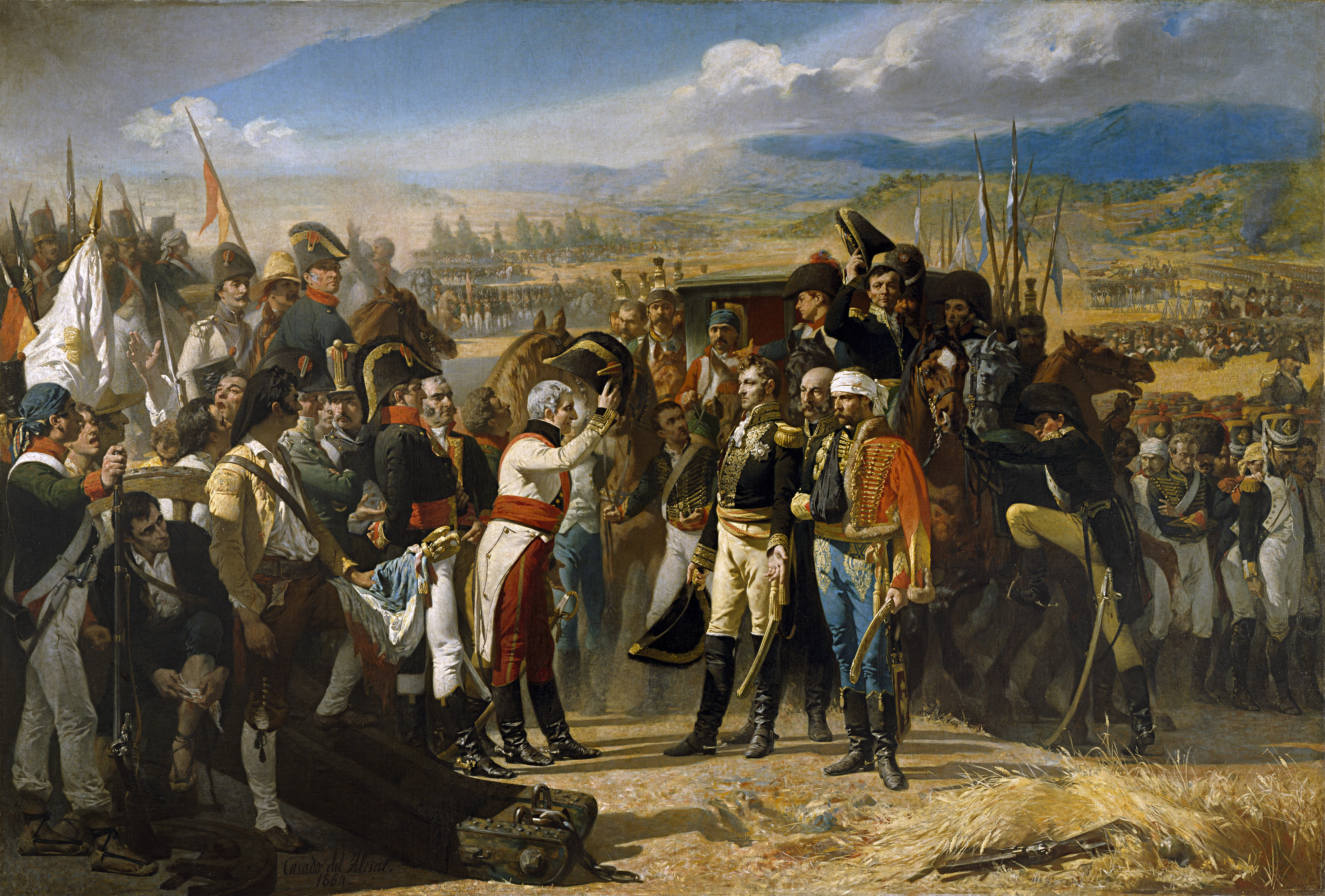
La Reddition de Bailén par José Casado del Alisal (1864).

Le guet-apens de Bayonne déclencha l’embrasement de l’Espagne. Malgré sa rapide répression, le soulèvement de Madrid inspira d’autres villes du pays : Carthagène, León, Santiago, Séville, Lérida et Saragosse. L’armée française était partout attaquée. Le 18 juillet 1808, le général Pierre Dupont de l'Étang et ses 20 000 hommes furent vaincus près de la petite ville andalouse de Bailén. Ce fut la première défaite retentissante de l’armée impériale en Europe continentale. En soi la défaite ne rendait pas la situation militaire des Français catastrophique, mais elle eut un énorme impact psychologique pour leurs ennemis : les soldats de Napoléon pouvaient être battus.

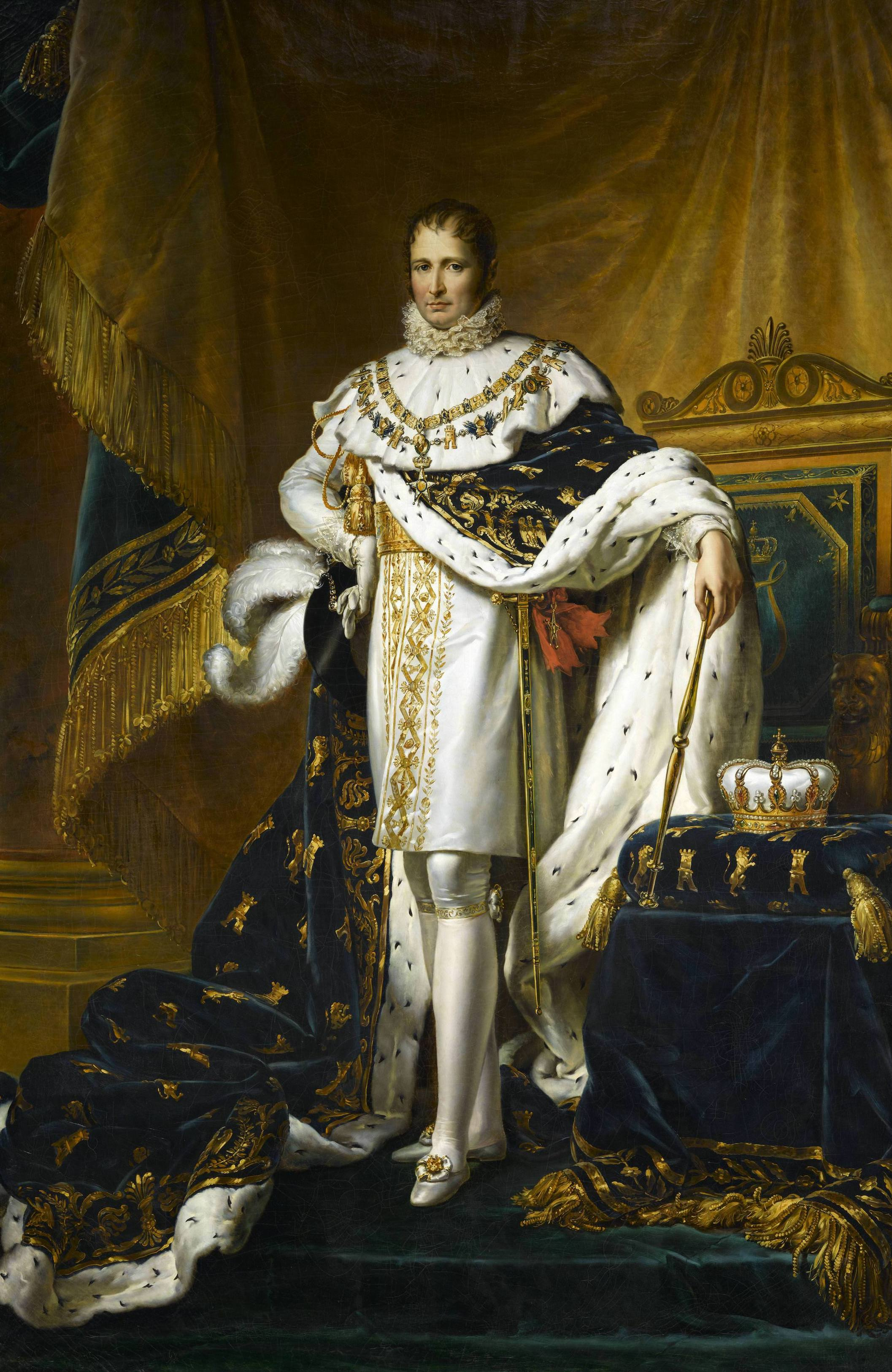
Joseph, roi d'Espagne.

Deux jours plus tard, malgré cet échec, Joseph Bonaparte, le nouveau roi d’Espagne, parvint à entrer à Madrid. Mais il ne put y rester longtemps. De son côté, le général Junot dut évacuer le Portugal face à l’offensive des Britanniques du futur duc de Wellington. La dégradation de la situation inquiétait Napoléon. L’empereur se rendit en personne en Espagne, à la tête de 80 000 soldats qu’il avait tirés d’Allemagne. Il ne resta que quelques mois (novembre 1808 – janvier 1809) en Espagne mais son intervention assura la reprise en main des villes par les Français. Madrid, menacé d’un assaut, ouvrit ses portes au conquérant. Le 4 décembre 1808, dans une proclamation qu’il adressa aux habitants, il menaça de traiter l’Espagne en pays conquis, si elle persistait à ne pas reconnaître Joseph Napoléon pour roi. À regret, les Madrilènes virent une nouvelle fois le frère de l’empereur s’installer au palais royal.
Malgré la brillante campagne napoléonienne et les réformes mises en place (abolition des droits féodaux et de l’Inquisition), le pays était loin d’être soumis. Le contrôle des campagnes restait difficile. Les prêtres espagnols appelaient leurs fidèles à la croisade contre les Français. Les difficultés de l’occupant résidaient surtout dans la particularité du combat : les Espagnols pratiquaient la guérilla. Si les Français remportaient régulièrement des victoires contre l’armée régulière espagnole et prenaient d’assaut les villes, ils peinaient contre les petits groupes de résistants embusqués qui les harcelaient. C'est aussi à cette époque que débuta la seconde tentative d'invasion française au Portugal commandée par le maréchal Soult. Elle se traduit par un nouvel échec français (février à mai 1809).

### Guerre civile
La guérilla réussit à provoquer l'enlisement du conflit. Les Français, qui avaient affaire à une hydre à mille têtes, ne manquaient pourtant pas de partisans, qu'on appelait afrancesados. Pour beaucoup imprégnés des idées des Lumières, ces derniers espéraient que l’occupation française mettrait à bas la féodalité et l’absolutisme espagnols. Cette guerre d’Espagne se doublait donc d’une guerre civile. Des atrocités — saccages, viols, profanations, agressions sadiques — furent commises par tous les camps,.

### Contre-attaque
Malgré les problèmes rencontrés en Espagne, Napoléon décide d'engager des moyens considérables pour venir à bout du Portugal (juillet 1810). Il confie au maréchal Masséna la conduite de la troisième invasion napoléonienne au Portugal, la coalition anglo-portugaise étant commandée par Wellington. L'invasion française se heurte à une politique de la terre brûlée terriblement efficace et vient buter contre les lignes de Torres Vedras construites dans le plus grand secret. Après avoir chassé les Français du royaume portugais, Wellington poursuit son offensive en Espagne avec la bataille de Fuentes de Oñoro (mai 1811) et le siège de Ciudad Rodrigo (1812) qui permettent à Wellington d'avancer vers Madrid.
L’échec de Masséna devant Torres Vedras et les succès de Wellington ont aussi été expliqués par le manque de moyens accordés par Napoléon et la décentralisation du commandement des différentes armées françaises dans la péninsule dirigées de fait depuis Paris. Selon certains, Napoléon se serait désintéressé de ce théâtre d'opérations. Selon d’autres, l’Empereur y aurait consciemment cherché à immobiliser des forces britanniques, de peur qu’elles n'interviennent dans des débarquements britanniques visant à détruire les bases navales françaises en plein essor.

## Constitution espagnole de 1812

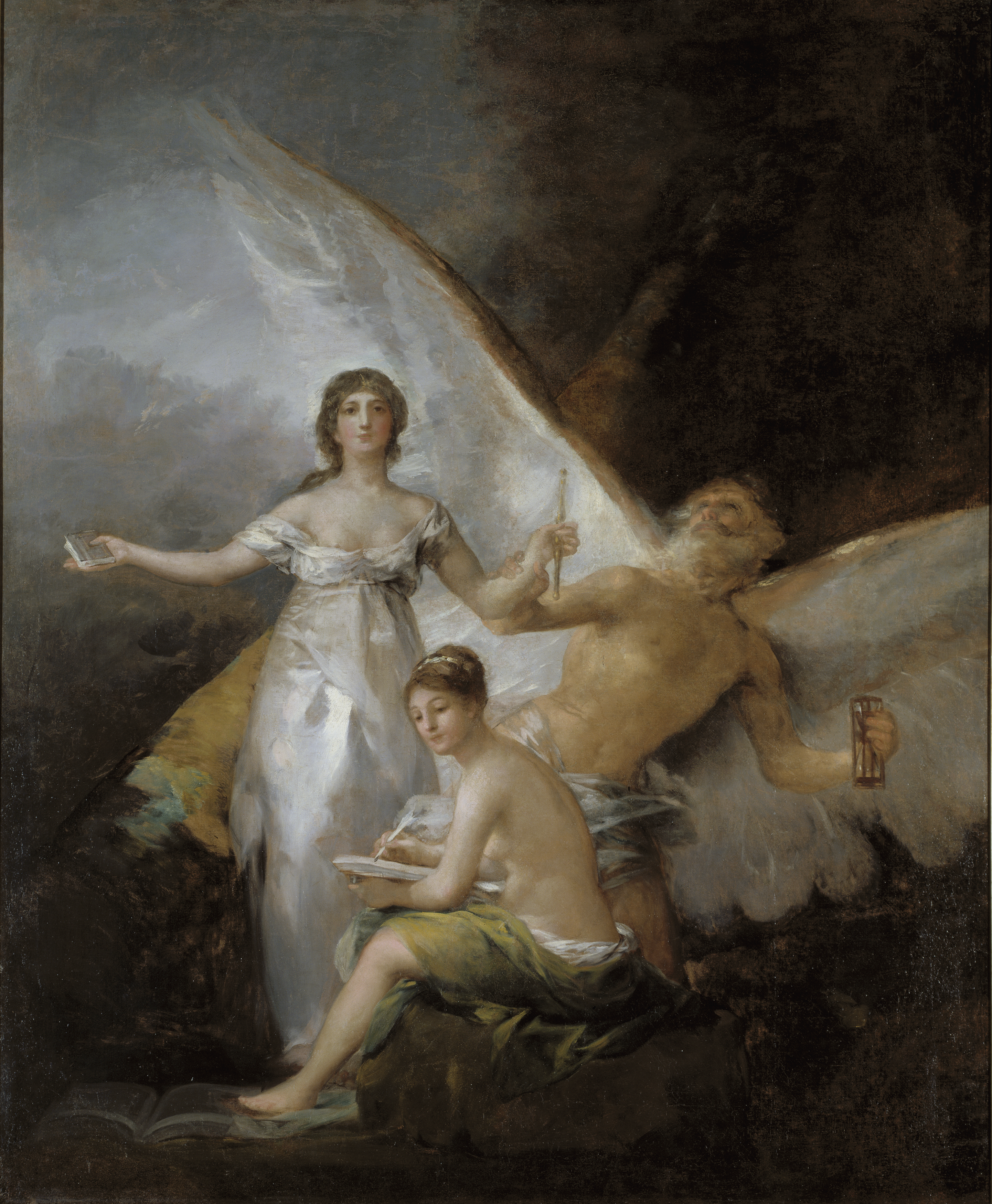
Allégorie de la constitution de 1812 par Francisco Goya.

Le 19 mars 1812, à Cadix, les Cortes adoptent la première Constitution espagnole. La Constitution a été appelée La Pepa, nommée ainsi pour avoir été promulguée le jour de la Saint-Joseph (Pepe étant un surnom de Joseph en espagnol). Cette constitution n'a pas toujours été appliquée. Elle fut abrogée et rétablie deux fois. Elle a cependant eu un rayonnement assez exceptionnel[réf. nécessaire]. Elle est en partie inspirée de la Constitution française de 1791 puisqu'elle opte pour un monocaméralisme et est aussi inspirée de la Déclaration des droits de l'homme et du citoyen de 1789. Elle consacre d'importants droits de l'homme et notamment un suffrage universel masculin.
Cette Constitution a été appliquée à Naples et à Turin et a influencé la Russie, dans la mesure où cette constitution s'appliquait aussi aux colonies espagnoles d'Amérique (Indes occidentales)et d'Asie. La Constitution de Cadix a eu une influence non négligeable puisque certaines de ses dispositions se retrouvent dans la Constitution espagnole actuelle.

## Conflit international

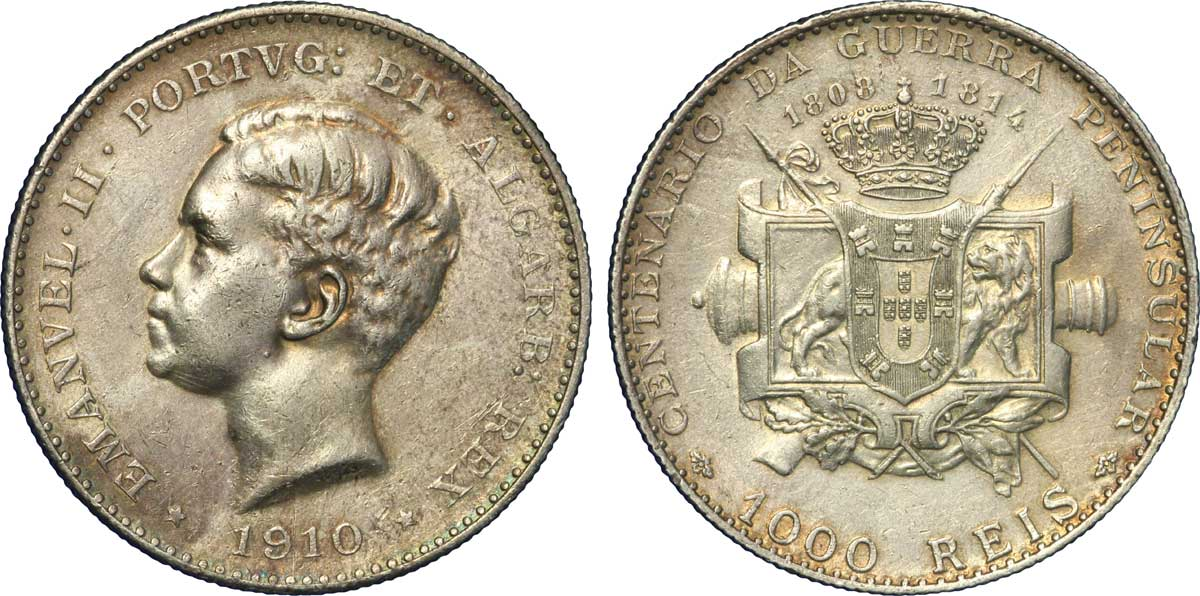
Reis à l'effigie d'Emmanuel II et célébrant le centenaire de la guerre péninsulaire, 1910.

La campagne de Russie obligea l’empereur à dégarnir de troupes l’Espagne. Wellington en profita et pénétra à Madrid le 12 août 1812, les troupes britanniques, espagnoles et portugaises ayant battu les troupes françaises lors de la bataille de Salamanque, le 22 juillet. Le 3 novembre, Joseph put retourner dans la capitale espagnole. Mais ce n’était que le dernier sursaut.
Le 10 décembre 1809, Napoléon Ier prend le contrôle direct de la Catalogne pour établir l'ordre, en créant le gouvernement de Catalogne sous la direction du maréchal Augereau et en faisant du catalan une langue officielle. Annexée à l'Empire français par Napoléon du 26 janvier 1812 au 10 mars 1814 et divisée en quatre départements (Bouches-de-l'Èbre (prefecture: Lleida), Montserrat (Barcelone), Sègre (Puigcerdà), et Ter(Gérone)).
La domination française de la Catalogne a duré jusqu'en 1814, lorsque le général Britannique Wellington a signé l'armistice par lequel les Français évacuaient Barcelone et les autres places fortes qu'ils avaient réussi à garder jusqu'aux derniers instants.
En quelques semaines, de mai à juillet 1813, Joseph et l’armée française reculèrent jusqu’aux Pyrénées. Napoléon comprit sa défaite et accepta, par le traité de Valençay, le retour de l’ancien roi d’Espagne, Ferdinand VII, dans son royaume. Au début de 1814, la Catalogne était reconquise par les Espagnols. La guerre d’Espagne s’achevait, mais à l’inverse débutait pour les Hispano-Britanniques la campagne de France qui allait amener la chute de Napoléon.

### Conséquences des opérations
Dans le domaine socio-économique, le coût de la guerre en Espagne fut une perte nette de population, entre 215 000 et 375 000 personnes, directement causée par les violences et la famine de 1812, qui s'ajoutent à la crise des maladies et des épidémies de la famine de 1808, résultant en un solde de population qui déclina de 885 000 à 560 000 personnes, ce qui a particulièrement touché la Catalogne, l'Estrémadure et l'Andalousie. Une perturbation sociale et la destruction des infrastructures de l'industrie et de l'agriculture mirent en faillite l'État. Ce fut aussi la dévastation humaine et matérielle du pays, privé de sa puissance navale et exclu des principales questions qui furent discutées lors du congrès de Vienne, où le paysage géopolitique ultérieur de l'Europe fut bouleversé.
Outre-Atlantique, les colonies américaines en profitèrent pour se soustraire à l'Empire espagnol, après plusieurs guerres d'indépendance, depuis celle du Venezuela qui commença dès 1810 jusqu'à la fin de la guerre hispano-américaine en 1898. Sur le front politique intérieur, le conflit forgea l'identité nationale espagnole et ouvrit les portes au constitutionnalisme, initié dans les premières constitutions du pays, le statut bonapartiste de Bayonne et la Constitution de Cadix. Cependant, il ouvrit également une ère de guerres civiles entre les partisans de l'absolutisme et du libéralisme, appelées guerres carlistes, qui allaient s'étendre au long du XIXe siècle et qui marquèrent l'évolution du pays.

### Liste des batailles et combats

#### 1808
- 6 – 14 juin 1808 : bataille de El Bruc

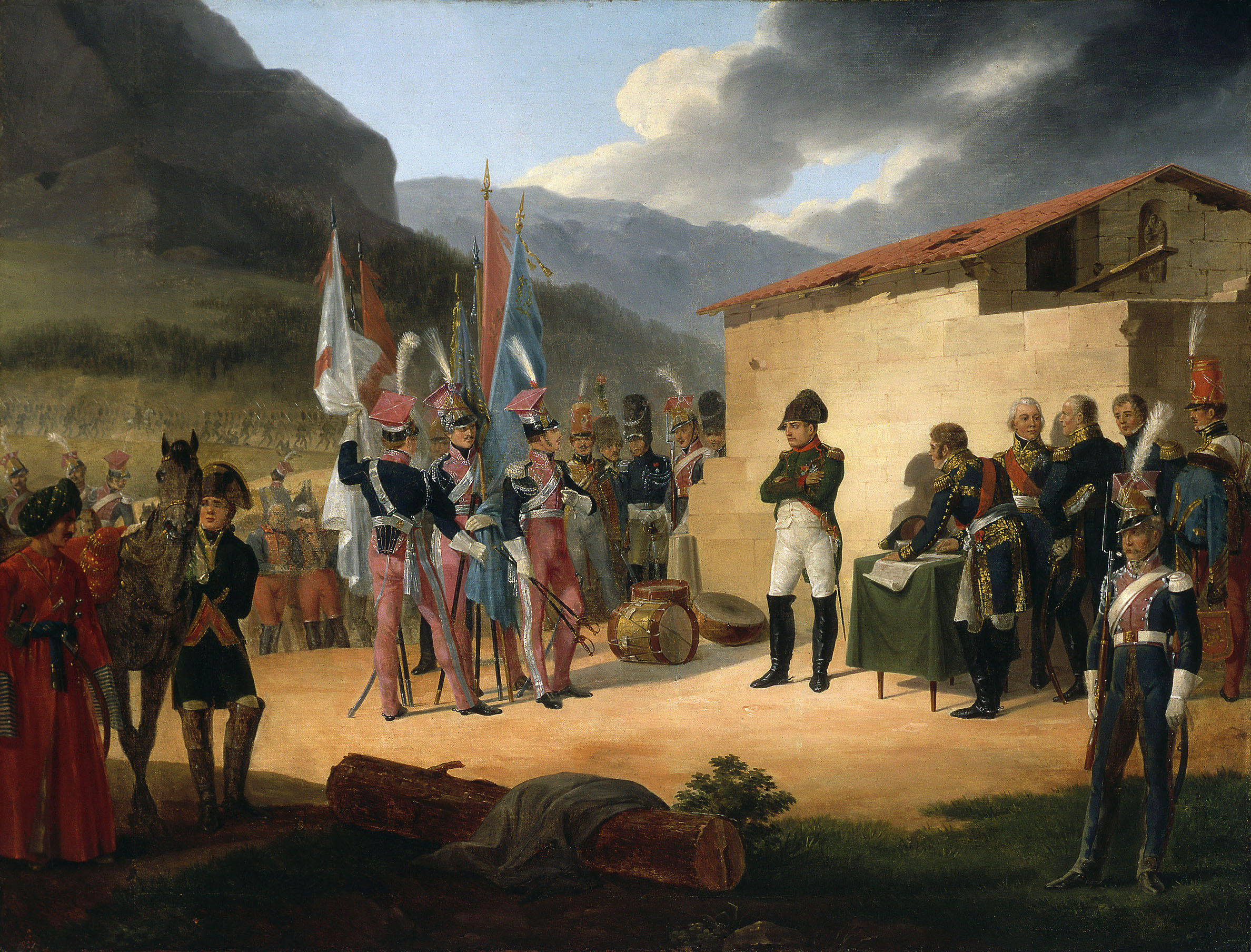
La bataille de Tudela par January Suchodolskia.

- 15 juin – 13 août : siège de Saragosse (1808)
- 14 juillet : bataille de Medina de Rioseco
- 19 au 22 juillet : bataille de Bailén (capitulation française : le général Dupont est fait prisonnier avec environ 20 000 hommes, qui finissent sur les pontons de Cadix)
- 17 août : bataille de Roliça
- 21 août : bataille de Vimeiro
- 31 octobre : bataille de Durango, victoire incomplète
- 5 novembre : bataille de Balmaseda
- 7 novembre : bataille de Burgos
- 10 – 11 novembre : bataille d'Espinosa
- 23 novembre : bataille de Tudela
- 30 novembre : bataille de Somosierra
- 20 décembre – 2 février 1809 : siège de Saragosse (1809)
- 21 décembre : combat de Sahagún
- 21 décembre : 1re bataille de Molins de Rei
- 29 décembre : combat de Benavente

#### 1809

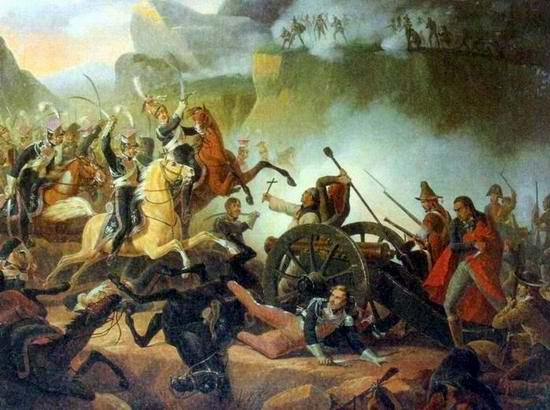
Charge polonaise à la bataille de Somosierra le 30 nov 1808 par Janvier Suchodolski.

- 1er janvier 1809 : bataille de Castelló d'Empúries
- 1er janvier 1809 : 2e bataille de Molins de Rei (ca)
- 13 janvier : bataille d’Uclès
- 16 janvier : bataille de La Corogne
- 25 février : bataille de Valls
- 17 mars : bataille de Villafranca
- 20 mars : bataille de Braga
- 27 mars: bataille de Ciudad Real
- 28 mars : bataille de Medellín
- 29 mars : bataille de Porto
- 6 mai – 12 décembre : siège de Gérone
- 27 juillet : bataille de Talavera
- 11 août : bataille d'Almonacid
- 19 novembre : bataille d'Ocaña
- 28 novembre : bataille d'Alba de Tormes

#### 1810

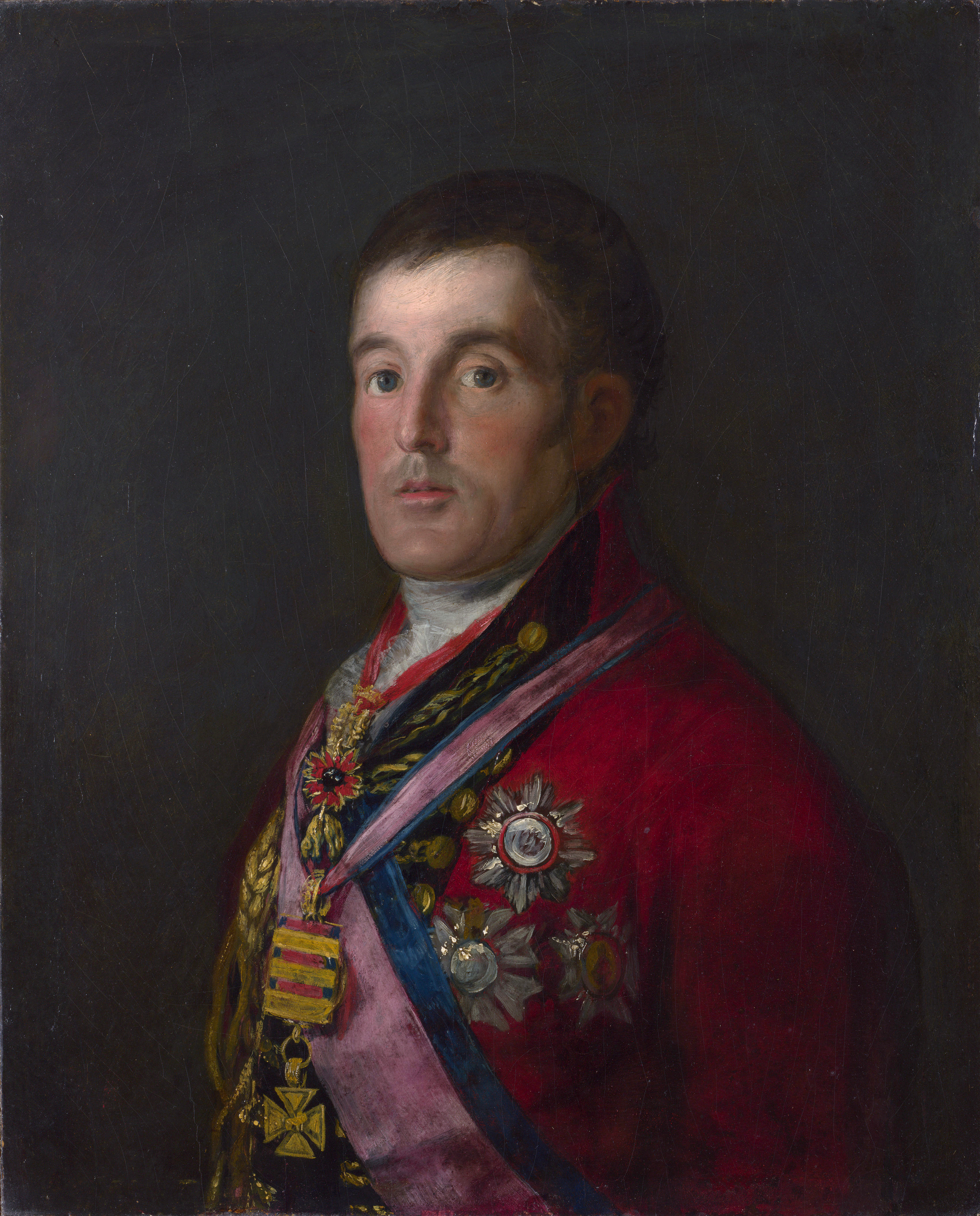
Arthur Wellesley de Wellington par Francisco de Goya.

- 26 avril – 10 juillet : siège de Ciudad Rodrigo (1810)
- 25 juillet – 27 août : siège d'Almeida
- 27 septembre : bataille de Buçaco
- Octobre : arrêt des Français devant Torres Vedras

#### 1811
- 19 février : bataille de Gebora
- 5 mars : bataille de Barrosa
- 12 mars : bataille de Redinha
- 3 avril : bataille de Sabugal
- 10 avril – 19 août : Siège de Figuières
- 5 mai : bataille de Fuentes de Oñoro
- 16 mai : bataille d'Albuera
- 23 juin : bataille de Benavides
- 25 octobre : bataille de Sagonte
- 19 décembre 1811 – 5 janvier 1812 : siège de Tarifa

#### 1812
- 8 – 19 janvier 1812 : siège de Ciudad Rodrigo (1812)
- 16 mars – 6 avril : siège de Badajoz
- 22 juillet : bataille des Arapiles (ou bataille de Salamanque)
- 18 septembre – 22 octobre : siège de Burgos
- 17 novembre : Combat de San Muñoz

#### 1813

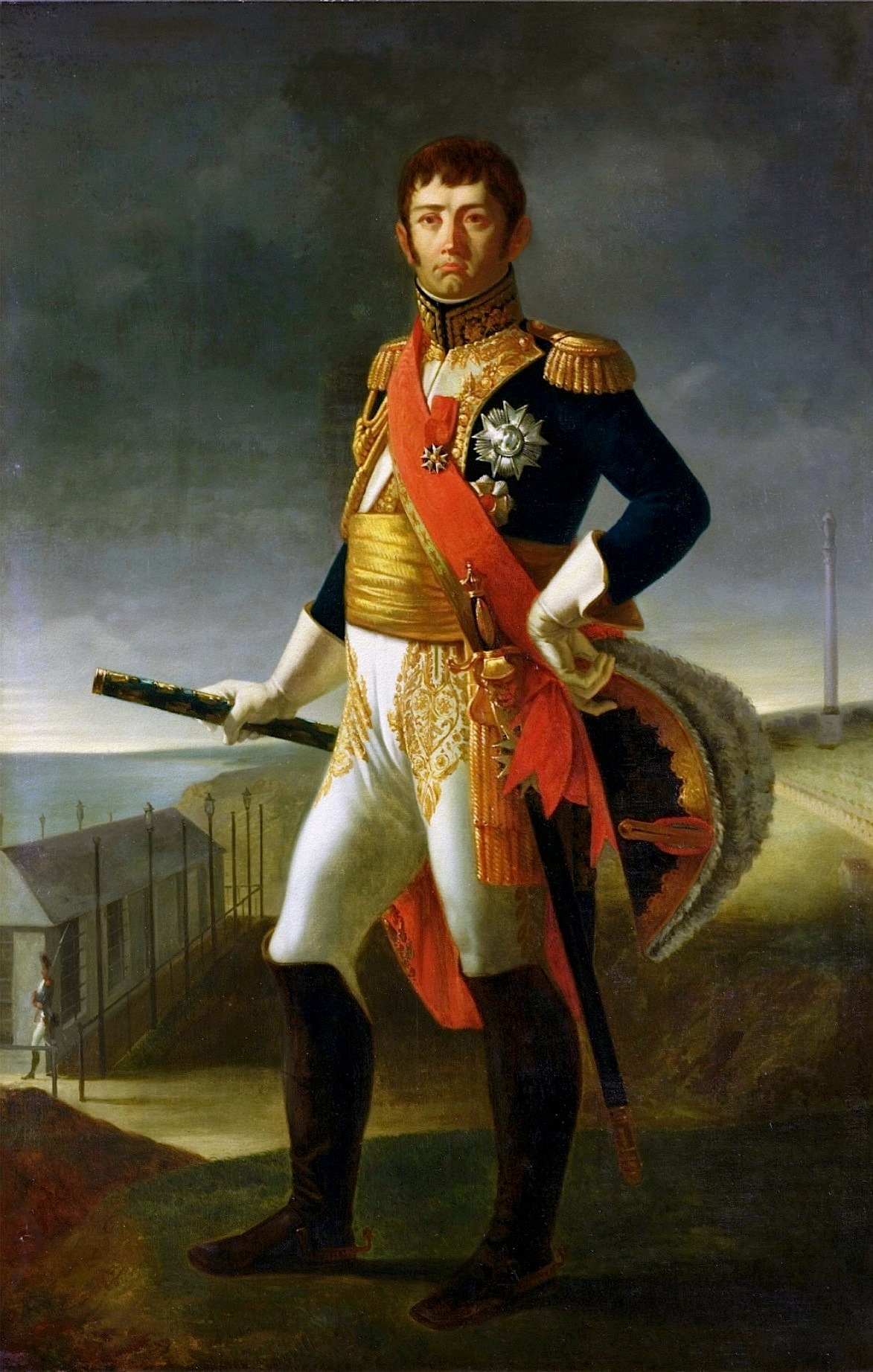
Le maréchal Jean-de-Dieu Soult.

- 6 avril 1813 : combat de Valencia (général Boyer) contre les Espagnols
- 1er juin : combat de Barnes (général Coureux) contre les Espagnols
- 21 juin : bataille de Vitoria (Joseph Ier et le maréchal Jourdan) contre les Hispano-Luso-Britanniques
- 28 juillet – 1er août : bataille de Sorauren
- 31 août : bataille de San Marcial
- 13 septembre : combat du col d'Ordal (maréchal Suchet) contre les Hispano-Britanniques
- 13 septembre : combat de Villefranca (maréchal Suchet) contre les Hispano-Britanniques
- 4 octobre : combat de Saint-Privé-d'Embas (général Petit) contre les Espagnols
- 10 novembre : bataille de la Nivelle
- 10 décembre : combat de Bassussarry (maréchal Jean-de-Dieu Soult) contre les Hispano-Britanniques
- 9 – 12 décembre : bataille de la Nive

#### 1814
- 1er janvier 1814 : 3e bataille de Molins de Rei
- 27 février : combat d'Orthez (maréchal Soult) contre les Luso-Britanniques
- 2 mars : bataille d'Aire-sur-l'Adour
- 12 mars : combat d’Urella (maréchal Soult) contre les Hispano-Britanniques
- 19 mars : bataille de Vic-de-Bigorre
- 20 mars : bataille de Tarbes
- 10 avril : bataille de Toulouse (maréchal Soult) contre les Hispano-Britanniques

## Bilan humain
En 2023, dans L'Infographie de l'Empire napoléonien, les historiens Vincent Haegele et Frédéric Bey, donnent un bilan de 650 000 Espagnols tués, dont 250 000 militaires et 400 000 civils, soit 5,5 % de la population de 1811, dus aux combats et aux épidémies, pour l'ensemble des guerres napoléoniennes.

## Conséquences

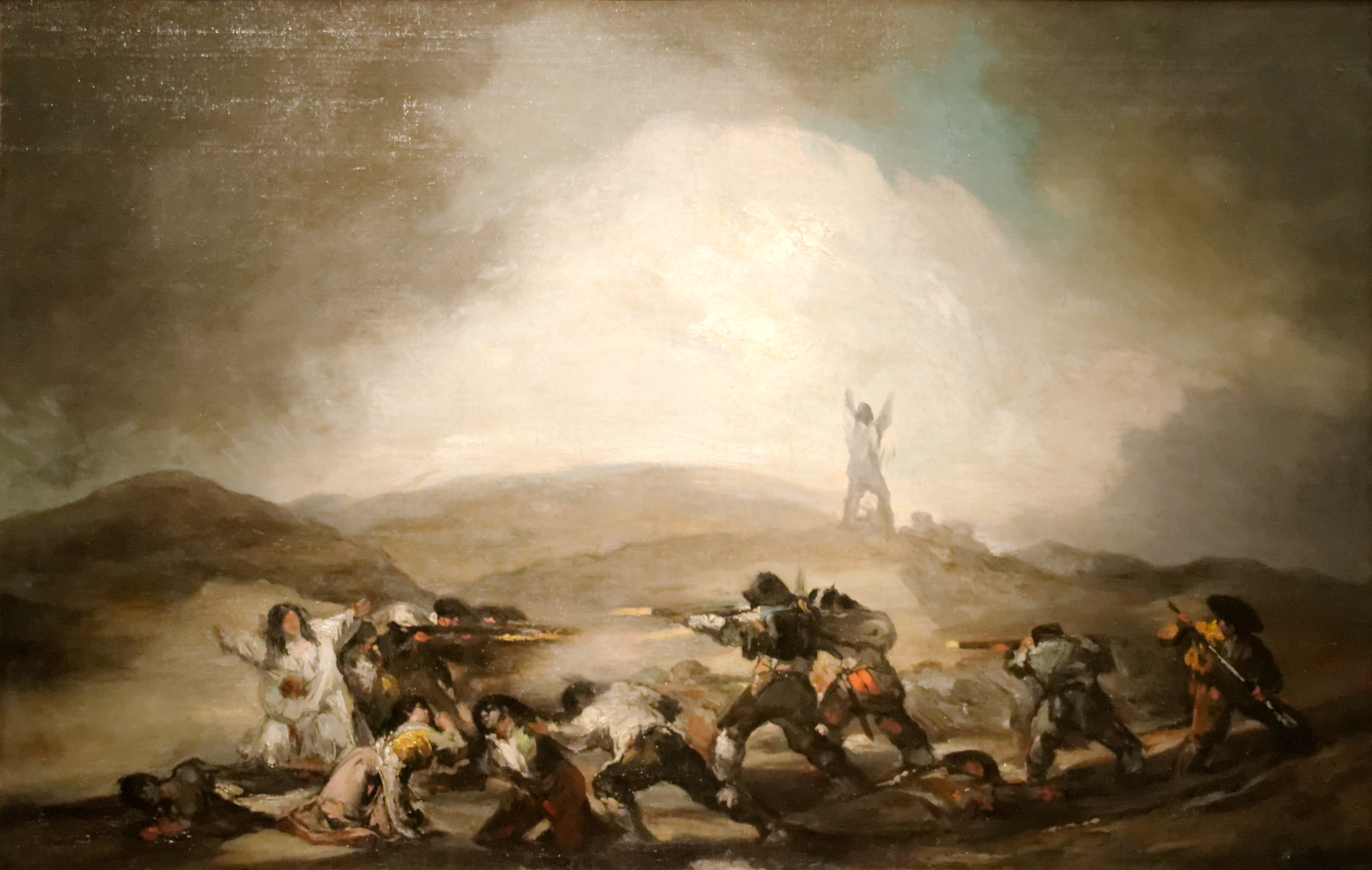
Escena de guerra (Scène de guerre), par Francisco de Goya entre 1808 et 1812.

La France perdit près de 217 000 hommes et l'Espagne environ 390 000 dans les rangs militaires et 650 000 pour les civils[réf. nécessaire]. Les réquisitions de nourriture, la dévastation des champs et les vols firent chuter la production agricole et le commerce alimentaire, occasionnant une hausse de la malnutrition et de la mortalité dans la population espagnole.
Napoléon l’avoua à Sainte-Hélène : « cette malheureuse guerre d’Espagne a été une véritable plaie, la cause première des malheurs de la France ». On estime que le conflit retint 300 000 soldats français. L’Espagne fut un piège et un boulet pour la politique expansionniste de l’empereur. Les Espagnols gardent un fier souvenir de cette guerre. Unis malgré leur divergences, ils ont réussi à repousser l'armée française. Grande animatrice de la résistance, l’Église catholique retrouva une nouvelle vigueur. Toutefois, à la sortie de la guerre, le pays était dévasté. Il rata d’ailleurs le virage de la modernisation agricole et industrielle au xixe siècle.[réf. souhaitée]
Les colonies d’Amérique profitèrent de la guerre pour s’émanciper de la métropole et proclamer leur indépendance. Enfin, alors que le retour de Ferdinand VII en 1813 nourrissait beaucoup d’espoirs chez ses sujets, son règne ne permit pas de résoudre la crise politique. Le front commun né de la lutte contre Napoléon se brisa. L’Espagne retrouva ses divisions entre libéraux et ultra-conservateurs. Les Espagnols, qui luttaient dans l’espoir de rétablir leur roi sur le trône, finirent par se révolter contre ce même roi en 1820.[réf. souhaitée].

### Filmographie
- Les Fantômes de Goya (Goya's Ghosts), de Miloš Forman, Studio Canal, 2005, ASIN B00118S6A6.
- La Guérilla ou les Désastres de la guerre (Los desastres de la guerra), de Carlos Ramón, TVE (Espagne), 1983. Fiche IMDb.
- Orgueil et Passion (The Pride and the Passion) (sous-titré en français), de Stanley Kramer, MGM, 1957, ASIN B000062XF1.
- Sharpe's Eagle, par [Malcolm Craddock, Central Independant TV, 1993,  (ISBN 0-7733-1580-2).
- Sharpe's Company, par Malcolm Craddock, Central Independant TV, 1994,  (ISBN 0-7733-1598-5).
- Sharpe's Gold, par Malcolm Craddock, Central Independant TV, 1995,  (ISBN 0-7733-1605-1).
- Sharpe's Battle, par Malcolm Craddock, Central Independant TV, 1995,  (ISBN 0-7733-1606-X).
- Sharpe's Sword, par Malcolm Craddock, Central Independant TV, 1995,  (ISBN 0-7733-1607-8).
- Sharpe's Regiment, par Malcolm Craddock, Central Independant TV, 1996,  (ISBN 0-7733-1629-9).
- Sharpe's Siege, par Malcolm Craddock, Central Independant TV, 1996,  (ISBN 0-7733-1630-2).